# Какатоїс червонохвостий
Какатоїс червонохвостий (Calyptorhynchus banksii) — вид папугоподібних птахів родини какадових (Cacatuidae).

## Поширення
Ендемік Австралії. Живе у сухіших регіонах ніж інші види какатоїсів, але уникає спекотних пустель. Він широко поширений у широкій смузі по всій північній половині країни, де його вважають сільськогосподарським шкідником. На півдні його ареал фрагментарний. Трапляється у різноманітних середовищах проживання — від бушу до густих тропічних лісів.

## Опис
Один з найбільших видів какаду: тіло завдовжки 50-65 см, вага 570—870 г У самця основне забарвлення чорне. Центральні пера хвоста чорні, решта з широкою червоною смугою посередині. У самиці оперення буро-чорне з великою кількістю жовтувато-помаранчевих плям на голові, шиї, середніх криючих крил. Пір'я верхньої частини черева з блідо-жовтими краями, кермові знизу з помаранчево-червоними смужками. На голові є великий чуб, який птах піднімає в збудженому стані. Дзьоб короткий, у самця темно-сірий, а у самиці світло-сірий. Очне кільце неоперене, чорного кольору. Очі темно-карі. Ноги темно-сірі.

## Поведінка
Соціальний птах. Трапляється великими зграями, інколи до 500 птахів. Основу раціону складає насіння евкаліпта, а також насіння інших рослин, плоди, ягоди, квіти тощо. Сезон розмноження триває з травня по вересень, за винятком популяцій з південного сходу материка, що гніздяться влітку з грудня по лютий. Гніздо облаштовує у дуплі високого дерева. У гнізді 1-2 яйця. Інкубація триває 28-32 дні. Насиджує самиця. Пташенята залишають гніздо через три місяці.